# 葉徳輝

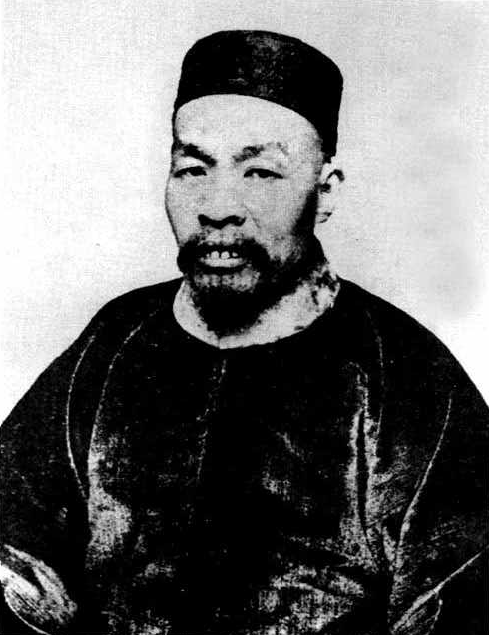
葉徳輝

葉 徳輝（よう とくき/しょう とくき、1864年2月21日 - 1927年4月11日）は、清末から中華民国初期にかけての学者。字は煥彬・奐份、号は直山・郋園。
湖南省湘潭県の籍だが、長沙で生まれ育った。父は葉公子高から37世を名乗り、太平天国の乱を避けて呉県から湖南に移住して財を成したという。
元は徐仁鋳の門下で、1885年に郷試に合格して挙人となり、1892年に会試に第二甲で及第した。吏部主事になるが、程なく官を辞して長沙に戻り、王先謙の下で学問に励んだ。戊戌変法に反対して康有為や梁啓超、徐仁鋳を批判し、『覚迷要録』4巻を著した他、蘇輿の『翼教叢編』にも論を寄せた。一時は湖南の名士として地元の世論にも大きな影響を与えたが、辛亥革命に反対して湖南都督湯薌銘を批判したために一時は北京・蘇州に逃れた。1919年に長沙に戻ったが、1927年、彼の反革命的な言動と地主としての振舞いに激怒した長沙の人々によって捕らえられて湖南農工界の大会にて「悪徳地主」としての罪状が明らかにされて処刑された。
儒学者としてのみならず、目録学の大家として知られ、日本からも白岩龍平・水野梅暁・塩谷温など彼の教えを受ける者がおり、1927年7月には東京にて追悼会が開かれている。著作に『郋園小学四種』・『観古堂所著書』・『六書古微』・『書林清話』・『雙梅景闇叢書』などがある。